# Liste der Bodendenkmäler in Biburg (Niederbayern)
Auf dieser Seite sind die Bodendenkmäler in der niederbayerischen Gemeinde Biburg zusammengestellt. Diese Tabelle ist eine Teilliste der Liste der Bodendenkmäler in Bayern. Grundlage ist die Bayerische Denkmalliste, die auf Basis des Bayerischen Denkmalschutzgesetzes vom 1. Oktober 1973 erstmals erstellt wurde und seither durch das Bayerische Landesamt für Denkmalpflege geführt wird. Die folgenden Angaben ersetzen nicht die rechtsverbindliche Auskunft der Denkmalschutzbehörde.

## Bodendenkmäler der Gemeinde Biburg

### Bodendenkmäler im Ortsteil Altdürnbuch
| Lage                   | Objekt | Akten-Nr.     | Bild |
| ---------------------- | --- | ------------- | ---- |
| Altdürnbuch (Standort) | Siedlung des frühen Mittelalters. | D-2-7237-0006 |      |
| Altdürnbuch (Standort) | Siedlung vor- und frühgeschichtlicher Zeitstellung. | D-2-7237-0007 |      |
| Altdürnbuch (Standort) | Verebnete Grabhügel und Siedlung vorgeschichtlicher Zeitstellung. | D-2-7237-0008 |      |
| Altdürnbuch (Standort) | Untertägige mittelalterliche und frühneuzeitliche Befunde im Bereich der Katholischen Kirche St. Margaretha in Altdürnbuch, darunter die Spuren von Vorgängerbauten bzw. älteren Bauphasen. | D-2-7237-0238 |      |

### Bodendenkmäler im Ortsteil Biburg
| Lage              | Objekt | Akten-Nr.     | Bild |
| ----------------- | --- | ------------- | ---- |
| Biburg (Standort) | Siedlung der späten Latènezeit. | D-2-7237-0009 |      |
| Biburg (Standort) | Siedlung der frühen Bronzezeit. | D-2-7237-0012 |      |
| Biburg (Standort) | Verebnetes Grabenwerk vor- und frühgeschichtlicher Zeitstellung. | D-2-7237-0013 |      |
| Biburg (Standort) | Siedlung vor- und frühgeschichtlicher Zeitstellung. | D-2-7237-0014 |      |
| Biburg (Standort) | Siedlung vor- und frühgeschichtlicher Zeitstellung. | D-2-7237-0015 |      |
| Biburg (Standort) | Siedlung vor- und frühgeschichtlicher Zeitstellung. | D-2-7237-0016 |      |
| Biburg (Standort) | Untertägige mittelalterliche und frühneuzeitliche Befunde im Bereich der Katholischen Kirche St. Michael und Leonhard in Perka, darunter die Spuren von Vorgängerbauten bzw. älteren Bauphasen sowie frühneuzeitliche Gräber.                     | D-2-7237-0137 |      |
| Biburg (Standort) | Mittelalterliche bzw. neuzeitliche Hofwüstung Schwabbruck. | D-2-7237-0242 |      |
| Biburg (Standort) | Untertägige mittelalterliche und frühneuzeitliche Befunde im Bereich der abgegangenen Katholischen Kirche St. Stephan, ehemals Pfarrkirche, in Biburg.                                                                                            | D-2-7237-0244 |      |
| Biburg (Standort) | Untertägige mittelalterliche und frühneuzeitliche Befunde im Bereich des ehemaligen Klosters Biburg und der Katholischen Pfarrkirche St. Maria Immaculata, ehemals Klosterkirche, darunter die Spuren von Vorgängerbauten bzw. älteren Bauphasen. | D-2-7237-0245 |      |